# Viivi Luik

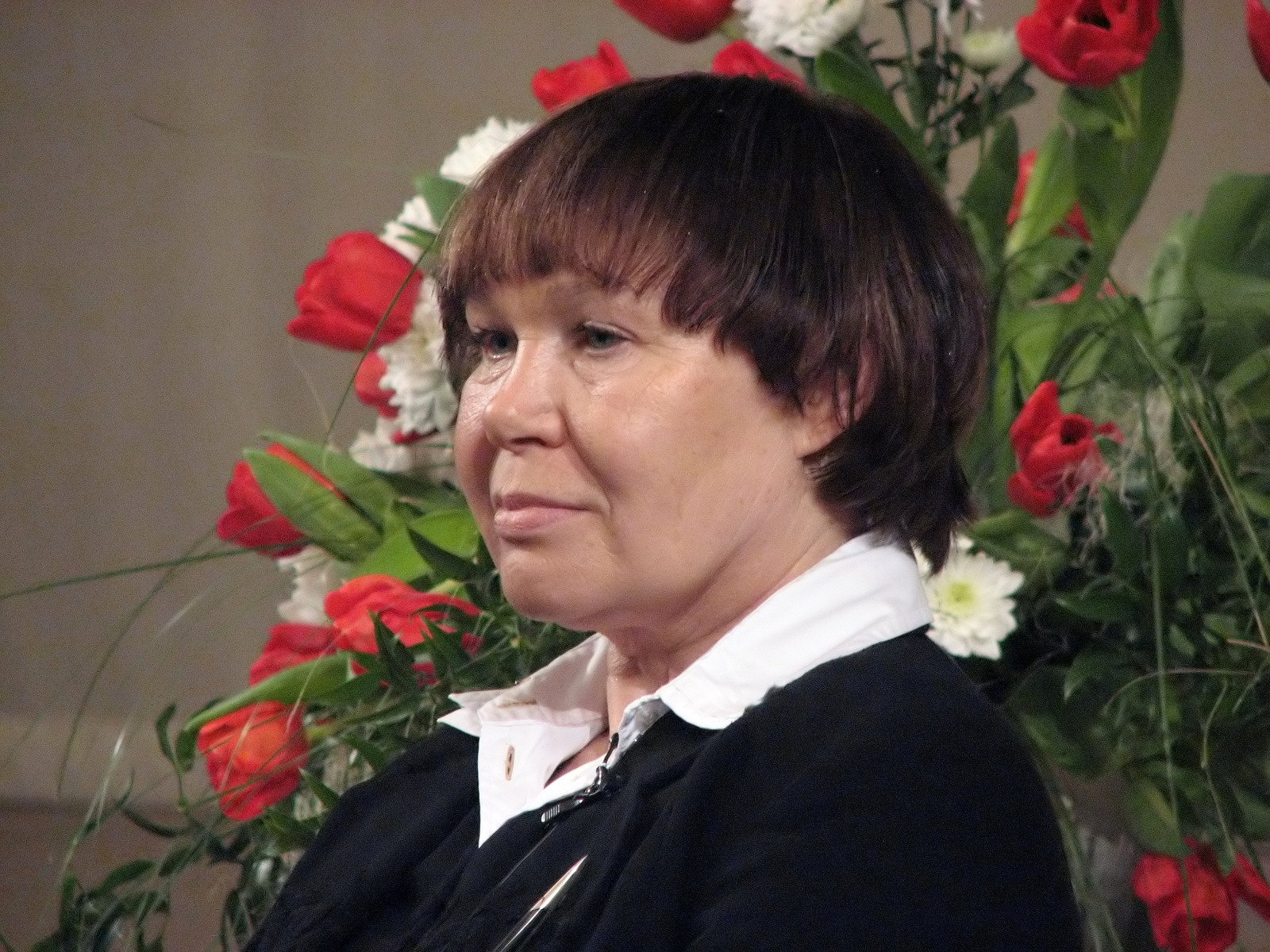
Viivi Luik (2011).

Viivi Luik, född 6 november 1946 i Tänassilma, Estland, är en estnisk lyriker, essäist och romanförfattare.
Luik gick i gymnasiet i Tallinn och arbetade sedan som bokhållare och som arkivarie. Hon har varit fri författare sedan 1967. Hon fick 1962 sina första dikter publicerade och den första diktsamlingen Pilvede püha utkom 1965. Hennes roman Den sjunde fredsvåren (Seitsmes rahukevad, 1985) utkom 1990 på svenska i översättning av Peeter Puide.
Luik tilldelades 1988 Juhan Liiv-lyrikpriset och 1992 Estniska statens kulturpris.